# Flash Video
Flash Video (FLV) ist ein von Adobe Inc. entwickeltes offenes Containerformat, das vornehmlich für Internetübertragungen von Videoinhalten genutzt wird. Es ist je nach verwendetem Codec kompatibel zu den Adobe Flash Playern ab Version 6 bzw. 7 (s. u.).
Zusätzlich besteht die Möglichkeit, derartige Flash-Video-Dateien in einer SWF-Datei eingebettet zu laden.

## Format
Derzeit unterstützt der Adobe Flash Player, und damit auch das Flash-Video-Format, die Video-Codecs Sorenson (eine MPEG-4 ASP H.263-Codec Variante), VP6 (von On2) und MPEG-4 nach dem H.264-Standard. Außerdem steht ein spezieller Screen-Capture-Codec zur Verfügung.
Als Audio-Codecs sind MP3, Nellymoser Asao, Speex, sowie der HE-AAC-Codec möglich. Alle vier Audio-Codecs sind verlustbehaftet.

## Formatunterstützung
Der Adobe Flash Player kann ab Version 6 FLV-Videos wiedergeben. Diese werden dazu von einem RTMP-Streaming-Server geladen.
Ab Version 7 ist das Laden per HTTP möglich. Dadurch kann die FLV-Video-Datei von einem Webserver verbreitet werden.
Bis einschließlich Adobe Flash Player Version 7 kann in dem FLV-Video für das Bild nur der Sorenson-Codec (FourCC: FLV1) und der Screen-Capture-Codec verwendet werden, für eine Audio-Spur MP3. FLV-Videos mit VP6-Codec (FourCC: VP6F oder FLV4) können ab Version 8 abgespielt werden.
Ab Unterversion 9.0.115 kann der Adobe Flash Player auch andere Videodateiformate als FLV abspielen. Es wird der H.264-Codec und HE-AAC Audio unterstützt, welches sich auch in anderen Videodatei-Containern befinden darf (MP4, mov, 3gp etc.).

## Abspielen im Webbrowser
Bevor ein Großteil der Webbrowser den Standard HTML5 mit den darin enthaltenen Video- und Audiofähigkeiten unterstütze, erreichte das installierte Wiedergabeprogramm für Adobe Flash-Dateien als Zusatzmodul (Plugin) im Vergleich zu Plugins konkurrierender Formate wie Quicktime oder Real eine weitaus höhere Verbreitung. Flash-Video zeichnete sich folglich dadurch aus, dass Videos auf Webseiten in diesem Format mit entsprechend mehr Rechnern angezeigt werden konnten. Auf diese Basis war es zurückzuführen, dass die bedeutenden Videoportale wie YouTube, MyVideo, sevenload und clipfish in den Anfangszeiten auf Flash-Videos setzten.
Als Wiedergabesoftware existieren – neben dem proprietären Adobe Flash Player – mit Gnash aus dem GNU-Projekt sowie Swfdec und Lightspark Bemühungen, freie Software als Alternative zu schaffen.
Für moderne Webbrowser gibt es Möglichkeiten, über Javascript-basierende Wiedergabesoftware Flash-Videos abzuspielen. Hierbei wird der FLV-Datenstrom über ein Transmuxing in MP4-Fragmente gewandelt, die dann wiederum in ein HTML5 <video>-Tag eingespeist werden.

## Abspielen im Videoplayer
Um Flash-Videos außerhalb des Webbrowsers abspielen zu können, ist unabhängig vom Flash-Player die Installation eines Videoplayers (bzw. Codecs wie ffdshow) erforderlich, der das Flash-Video-Format unterstützt.
Dateien im Flash-Video-Format können unter anderem mit dem RealPlayer, MPlayer, VLC media player, Winamp, FLV-Media Player und dem Adobe Media Player wiedergegeben werden. Am Macintosh kann QuickTime mit Hilfe des Perian Codecpacks Flash-Video-Dateien abspielen. Es existiert zudem auch ein Quick-Look-Plug-In.